# Сентешки срез
Сентешки срез (мађ. Szentesi kistérség) је срез у мађарској жупанији Чонград.
Захвата површину од 813,84 km², има укупно 8 насеља и 43.516 становника. Седиште среза је град Сентеш (Szentes).

## Историја
Средином 19. века, Сентеш је био управно и културно средиште данашње жупаније Чонград. Племићи и виши слојеви тадашњег угарског друштва су радо долазили у Сегварски дворац и тамо проводили заједничко време.
Најстарији сачувани споменици овог среза су: Арпадхалом (Árpádhalom), Черебекењ (Cserebökény) и Еперјеш (Eperjes). Овај део среза је био насељен још у доба насељавања Мађара, у време Арпадоваца. За ово време су везанио најстарији трагови насељавања, а остаци хришћанске цркве се налазе у месту Белше-Ечер (Belső-Ecser).
У врхунцу моћи племићке породице Карољи (Károlyi család) у овим крајевима они су имали поседе, то јест њима су припадала два данашња насељена места Нађмагоч и Дерекеђхаз. Један део поседа је у другој половини 19. века од њих откупио чепељски барон Вајс Манфред (Weiss Manfréd). У једном периоду владавине породице Карољи 
направљен је и преседан, па су они 1836. године увели новину да сељак може да откупи земљу под одређеним условима од племића. Овај акт се звао „ереквалтшаг“ (örökváltság), или у преводи трајна промена власништва.

## Привреда
Између два светска рата на путу од Нађмагоча и Дерекеђхаза су посађени јорговани. Током година њихово јако корење је постала добра сировина за израду намештаја, што је и искоришћено и то се извозило у иностранство.
Површински најпространије насељено место Фабијаншебешћен (Fábiánsebestyén) поседује и најквалитетнију земљу за пољопривредну обраду, и она се користи за производњу разног биља које се даље продаје. Родно земљиште је омогућило и баштованство у пластеницима, тако да се убира неколико жетви годишње. Ова грана баштованства је заживела током педесетих година 20. века.
Сегвар и околина се данас највише баве баштованством и производом поврћа. Дуго је у Сегвару постојала и фабрика кудеље, тако да је читав крај био препознатљив по киселкастом мирису кудеље. У самој фабрици су користили магарце за гажење и помоћ при сировој обради, због саме природе биљке која је опијала људе.

## Насељена места
(градска насеља су дата задебљано)
- Арпадхалом (Árpádhalom),
- Дерекеђхаз (Derekegyház),
- Еперјеш (Eperjes),
- Нађмагоч (Nagymágocs),
- Нађтеке (Nagytőke),
- Сегвар (Szegvár),
- Сентеш (Szentes) - седиште среза
- Фабијаншебешћен (Fábiánsebestyén),